# Linebet
 (octobre 2024).
Linebet est une société de jeux d'argent internationale fondée en 2019. Elle propose une large gamme de services dans le domaine des jeux en ligne, notamment les paris sportifs, le casino, le poker et d'autres jeux. La société est enregistrée et réglementée en vertu des lois de Curaçao, ce qui lui permet d'offrir ses services dans différents pays. La société compte plus de 400 000 utilisateurs.

## Historique
Linebet a commencé ses opérations en 2019.
En avril 2024, le Mail & Guardian a rapporté que le joueur de cricket anglais Dawid Malan était devenu un ambassadeur pour Linebet.
En août 2024, Linebet est devenu le partenaire officiel de paris sportifs de l'AS Monaco en Afrique subsaharienne, au Moyen-Orient et en Afrique du Nord,.
En octobre 2024, l'ancien footballeur professionnel français Djibril Cisse est devenu le nouveau partenaire de Linebet.

## Licence et légalité
Le permis principal pour l'exploitation de paris sportifs via Internet et l'offre d'assistance aux paris est la sous-licence n° 8048/JAZ2016-053. La licence est délivrée par la Commission des paris de Curaçao et permet à l'entreprise d'opérer dans le monde entier avec certaines restrictions.